# 예복

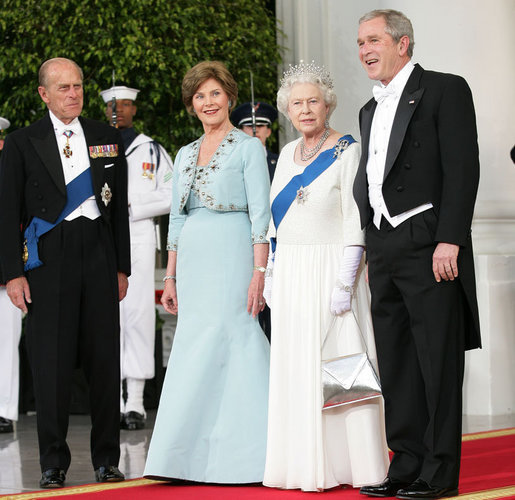

예복(禮服)이란 결혼식 등 행사를 위해 갖추어 입는 옷을 말하며 기능성이나 활동성보다는 행사의 격식에 맞추어 입는 경우가 많다. 전례복과는 별개이다.

## 각국의 예복
- 일본은 기모노를 주로 입는다.
- 대한민국은 한복을 주로 입는다.
- 중국은 치파오를 주로 입는다.

## 같이 보기
- 제복